# 白腹金丝燕
白腹金丝燕（学名：Collocalia esculenta）一种分布于东南亚及周边岛屿的雨燕目鸟类，隶属于雨燕科侏金丝燕属。本种最早于1758年由瑞典博物学家卡尔·林奈在《 自然系统第十版》中描述发表。